# 喀喇河屯行宫
喀喇河屯行宫，位于河北省承德市双滦区滦河镇西北，是清朝所建的皇家行宫。

## 历史
喀喇河屯行宫是清朝在塞外建造时间最早、规模最大的皇家宫苑。位于滦河镇西北，滦河、伊逊河汇合处的南北两岸。“喀喇河屯”（转写：khar hot）是蒙古语“黑城”、“乌城”或“旧城”之意的音译。顺治七年（1650年）七月四日，摄政王多尔衮谕：“……今拟止建小城一座，以便往来避暑。”加派九省錢糧246萬兩白銀興建灤河北的避暑城，顺治八年二月，多尔衮狩獵期間病死於此。
顺治八年（1651年）十二月，顺治帝亲政之后，谕令户部停建避暑城。这座避暑城是喀喇河屯行宫的前身。康熙四十年（1701年）十二月十八日，喀喇河屯行宫开始筹建。康熙四十三年（1704年）完工。
喀喇河屯行宫是清朝皇帝北巡、秋狝、避暑驻跸的行宫。皇帝常在此行猎、接见蒙古王公、接受题奏、理政。这里在避暑山庄建成前，是清朝在北京之外的又一政治中心。
咸丰十一年（1861年），清廷下令停止全部行宫修缮工程。此后从同治元年（1862年）到民国十九年（1930年），行宫屡遭破坏。1920年5月，兴建滦平县公署时，拆除宫殿25间，砍伐古松330棵。1925年，东北陆军第三师兴建营房时，拆毁逍遥趣楼正殿、后殿以及亭子，将木材和匾额运走。到1928年10月，喀喇河屯行宫树木已被砍尽。日军侵占滦平县之后，拆除残存的全部殿宇，在原址兴建了兵营（人称“北大营”）。中华人民共和国成立后，1959年拆除兵营，兴建承德钢铁厂附属的学校与医院。如今喀喇河屯行宫仅存遗址。

## 建筑
喀喇河屯行宫是由“样式雷”第二代传人雷金玉设计。整个行宫由滦阳别墅（位于滦河北岸）、行宫区（位于滦河南岸）、小金山（位于滦河中间）组成。《复查行宫清册》记载：“东至蓝旗营子，西至宫后，南至红旗营子，北至滦河，宫基占地九十一亩。”
- 滦阳别墅：位于苑景区西部，滦河湾两个山包间的坡台上，和小金山共同形成园中园。乾隆年间又有增建。[2]滦阳别墅北邻山，东到滦河镇下弯村的耕地，西和南都到滦河畔，两处宫殿区占地面积113亩。[1]滦阳别墅分东、西两院，东、西、北三面环绕有半封闭式游廊，中间用长廊隔开。东院前部是大殿，庭院内有假山、花木。西院大殿曰“翠云堂”，建于乾隆年间，阶前四株古松。翠云堂南为虬盖亭，虬盖亭南临水设有钓鱼台，和小金山相接。[2]
- 行宫区：周围有虎皮石围墙，总面积589亩。[1]
- 小金山：行宫区和滦阳别墅之间的滦河中央有一小岛，康熙帝取名“小金山”。[1]

喀喇河屯行宫建成后，附近相继建成穹览寺、琳霄观、文昌祠、孔庙、龙王庙、龙母庙、雹神庙、财神庙、药王庙、静妙寺、御书寺等17处寺庙。其中，穹览寺、琳霄观、静妙寺、神祇坛、御书寺为敕建官庙。喀喇河屯行宫遗址周边现存穹览寺、琳霄观、关帝庙、清真寺等寺庙。